# Edoardo Colombo
Edoardo Colombo (Ravena, 24 de enero de 2001) es un futbolista italiano, nacionalizado sanmarinense, que juega en la demarcación de portero para el F. C. Forlì de la Serie D.

## Selección nacional
Tras jugar en las categorías inferiores de la selección, finalmente hizo su debut con la selección absoluta de San Marino el 20 de marzo de 2024 contra San Cristóbal y Nieves en un partido amistoso que finalizó con un resultado de 1-3 a favor del combinado sancristobaleño tras el gol de Filippo Berardi para San Marino, y de Tyquan Terrell, Andre Burley y Harry Panayiotou para San Cristóbal y Nieves.

## Clubes
| Club                         | País   | Año       | Partidos | Goles |
| ---------------------------- | ------ | --------- | -------- | ----- |
| SEF Torres 1903 (cedido)     | Italia | 2019-2020 | 27       | 0     |
| F. C. Legnano Salus (cedido) | Italia | 2020-2021 | 1        | 0     |
| Fermana F. C.                | Italia | 2021      | 1        | 0     |
| S. S. Arezzo                 | Italia | 2021-2022 | 34       | 0     |
| Cavese 1919                  | Italia | 2022-2023 | 34       | 0     |
| Rimini F. C. 1912            | Italia | 2023-2024 | 8        | 0     |
| F. C. Forlì                  | Italia | 2024-     | 1        | 0     |